# Hwaku
Hwaku – gaun wikas samiti we wschodniej części Nepalu w strefie Kośi w dystrykcie Terhathum. Według nepalskiego spisu powszechnego z 2001 roku liczył on 627 gospodarstw domowych i 3395 mieszkańców (1746 kobiet i 1649 mężczyzn).